# 32.ª División de Infantería (Estados Unidos)
La 32.ª División de Infantería fue formada a partir de unidades de la Guardia Nacional del Ejército de Wisconsin y Michigan y luchó principalmente durante la Primera Guerra Mundial y la Segunda Guerra Mundial. Dadas sus raíces con la brigada del hierro de la guerra civil americana, las unidades ancestrales de la división llegaron a ser conocidas como Iron Jaw Division (la división de la mandíbula de hierro). Durante el combate en Francia, en la Primera Guerra Mundial, pronto adquirió de los franceses el apodo Les Terribles, haciendo referencia a su fortaleza en el avance sobre un terreno donde los demás aliados no podían cruzar. Fue la primera división aliada en perforar la línea Hindenburg alemana de defensa. De esta manera, la 32.ª decidió cual sería su insignia de hombro; una línea atravesada por una flecha roja, que representaba, según ellos, su tenacidad en la perforación de la línea enemiga. A continuación, se hizo conocer como la Red Arrow Division.